# 司馬文思
司馬文思（？—？），河内郡温縣（今河南省焦作市温县）人。東晉宗室，司馬休之的長子，後過繼予譙王司馬尚之，獲襲封譙王。後隨司馬休之反抗劉裕失敗，北奔後秦、北魏，也被封譙王，官至征南大將軍、懷荒鎮將。

## 生平
司馬文思的祖父是譙王司馬恬，司馬恬去世後爵位本由司馬文思的大伯父司馬尚之襲封，但司馬尚之於元興元年（402年）被桓玄殺害，桓玄改以司馬尚之堂弟司馬康之封譙王。元興三年（404年），劉裕起兵討伐時已篡位的桓玄，並在義熙元年（405年）迎復位的晉安帝回建康。當時就以司馬文思過繼給司馬尚之，讓他襲封譙王爵位。
司馬休之在義熙八年（412年）出任荊州刺史，在那裏很得人心，招來掌權的劉裕猜忌。而司馬文思本人性格凶暴，行事常常違反規範，並常殺無辜者。而有關部門亦因他經常打獵而燒毀人家墳墓的事多次上奏彈劾他，而文思亦在京師招集輕視生命的遊俠，劉裕於是以此收捕司馬文思，將他送到司馬休之處，命令休之「自為其所」，實要休之賜死兒子。可是，司馬休之卻上表請廢去文思譙王爵位，並寫信給劉裕道歉，但這令劉裕很不滿意。劉裕於是在義熙十一年（415年）親自出兵討伐荊州。面對劉裕，司馬休之與雍州刺史魯宗之聯手守江陵，派了文思及魯宗之子魯軌到江津阻擋劉裕登岸，但失敗。司馬休之等戰敗，被逼逃亡後秦，司馬文思亦跟著生父出走。事後，晉朝譙王封爵被削除。
義熙十三年（417年），後秦亡於劉裕北伐，司馬文思再隨司馬休之等人轉奔北魏，而司馬休之不久就去世了。在北魏，司馬文思一直不滿司馬國璠及司馬道賜，但表面上還是親近他們，和他們飲宴。一次司馬國璠喝醉了，向司馬文思透露他將與溫楷、王珍、曹栗等人反叛北魏，並說有數十個平城豪強可作為同謀。文思於是向魏廷告發他們，令他們都被誅殺，而文思就獲授廷尉卿，封鬱林公。任廷尉卿其間司馬文思做得很好，聽訟斷案時百姓面對他都不作隱瞞。
太平真君二年（441年）年末，南朝宋派遣裴方明進攻仇池楊難當，司馬文思於次年獲授假節、征南大將軍，進爵譙王，督洛豫諸軍南攻襄陽，試圖邀其歸路。後返平城，轉當懷荒鎮將。

## 子女
- 司馬彌陀，襲爵鬱林公，先娶內都大官竇瑾女，因獲選配臨涇公主而在竇瑾教導下寫文推辭，卻被指文中含有有誹謗和詛咒言辭而被殺。
- 司马妙玉，嫁北魏侍中、镇西将军、右仆射、城阳宣王拓跋忠[8]